# Fuirena cuspidata
Fuirena cuspidata là loài thực vật có hoa trong họ Cói. Loài này được (Roth) Kunth mô tả khoa học đầu tiên năm 1837.